# Sport inclusif à Madagascar

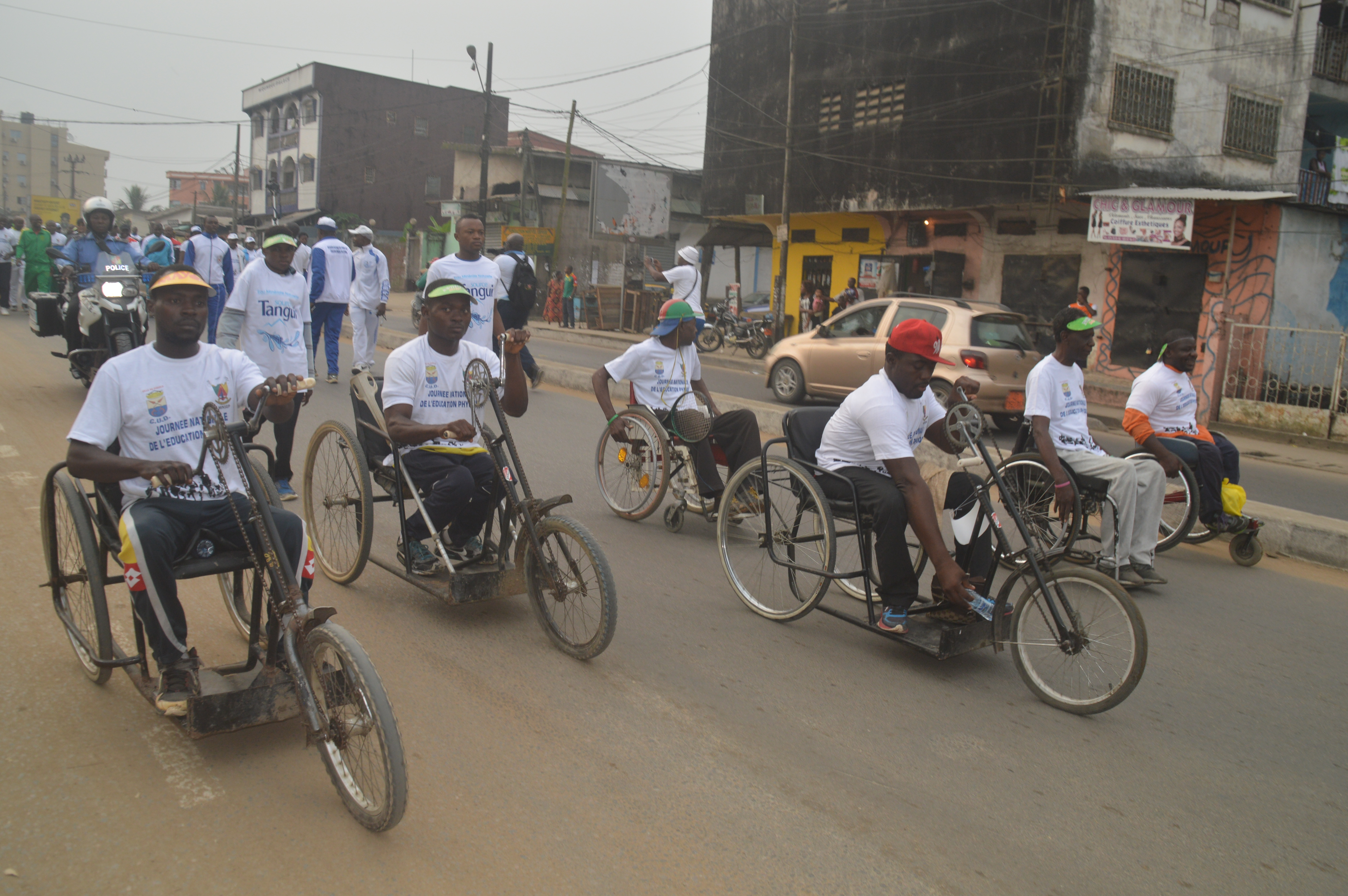
Sport inclusif

Le sport inclusif à Madagascar est l’ensemble des pratiques sportives adaptées aux personnes en situation de handicap, ainsi que les initiatives visant à promouvoir leur inclusion à travers le sport. Ce mouvement s'appuie sur diverses organisations nationales et internationales, des compétitions adaptées et des politiques publiques en faveur de l’accessibilité sportive.

## Historique
La pratique du sport pour les personnes en situation de handicap à Madagascar remonte à plusieurs décennies. En 2014, le pays a célébré 25 ans d’engagement dans le domaine du para-sport, mettant en avant des athlètes comme Malakia Willy, pionnier du handisport malgache.
Madagascar a participé pour la première fois aux Jeux paralympiques d'été de 2000 à Sydney, avec Onja, un sprinteur malvoyant. Depuis, la présence d’athlètes malgaches aux compétitions internationales témoigne d’un engagement continu dans le sport inclusif.En 2021, la sprinteuse Faravavy Aurélie a représenté Madagascar aux jeux paralympiques de Tokyo et a participé su grand prix d'athlétisme de Dubaï.

## Organisations et initiatives Comité Paralympique Malgache (CPM)
Le Comité Paralympique Malgache est l’organisme principal en charge du développement du para-sport à Madagascar. Il assure la promotion des disciplines adaptées et représente le pays auprès du mouvement paralympique internationale.

## Special Olympics Madagascar
L'organisation Special Olympics Madagascar œuvre pour l'inclusion des personnes ayant une déficience intellectuelle. En décembre 2024, elle a organisé les premiers Jeux nationaux Special Olympics au stade Akamasoa Andralanitra, rassemblant plus de 80 athlètes issus de six ligues différentes.

## Programmes d’Inclusion Sportive
Des organisations non gouvernementales, comme Grandir Ailleurs, mettent en place des programmes d’inclusion par le sport, notamment à Antsirabe, pour favoriser l’intégration des jeunes en difficulté sociale.

## Disciplines et compétitions
À Madagascar, plusieurs disciplines adaptées sont pratiquées, notamment :
- Basket-ball en fauteuil roulant
- Pétanque
- Lawn tennis en fauteuil
- Torball
- Tennis de table

Des championnats nationaux sont régulièrement organisés dans ces disciplines afin d'encourager la compétition et de promouvoir l’accessibilité sportive.
Par ailleurs, les Jeux des îles de l'océan Indien offrent une opportunité aux athlètes paralympiques malgaches de concourir sur la scène régionale.

## Facteurs du sous-développement du Sport inclusif à Madagascar
Le développement du sport inclusif à Madagascar est confronté à plusieurs défis :
- Manque de financement et d’équipements adaptés.
- Visibilité limitée du handisport dans les médias et l’opinion publique.
- Infrastructure inadaptée à la pratique du sport pour les personnes en situation de handicap.

Le président du CPM, Mahasolo Morel, a souligné la nécessité d’un soutien accru pour le handisport à Madagascar. En réponse à ces défis, des projets comme "Handisport et Sports adaptés", en partenariat avec le Ministère de la Jeunesse et des Sports, visent à renforcer l’accessibilité et à sensibiliser la population aux bienfaits du sport inclusif.